# Tavares (Mangualde)
Tavares foi um antigo concelho de Portugal em território atualmente integrado no Município de Mangualde. De acordo com o recenseamento de 1801, tinha 2 489 habitantes e 43 km². Era constituído pelas freguesias de Chãs de Tavares, São João da Fresta, Travanca de Tavares e Várzea de Tavares. Mais tarde foi anexada a este concelho a freguesia de Abrunhosa-a-Velha. Tinha, em 1849, 4 200 habitantes e 60 km². O concelho foi extinto em 1853 e integrado em Mangualde. Tinha sede na freguesia de Chãs de Tavares. Teve foral em 1114.

## Cronologia
- 1114, 27 Fevereiro - provável concessão de foral à povoação, por D. Teresa
- 1225, Outubro - segundo alguns autores, esta é a data do primeiro foral dado à povoação, por D. Afonso III
- 1514, 10 Fevereiro - concessão do foral por D. Manuel
- 1853 - extinção do Concelho de Tavares[1][2]